# Dicladocera leei
Dicladocera leei är en tvåvingeart som beskrevs av David Fairchild 1979. Dicladocera leei ingår i släktet Dicladocera och familjen bromsar.
Artens utbredningsområde är Colombia. Inga underarter finns listade i Catalogue of Life.